# Fumarola

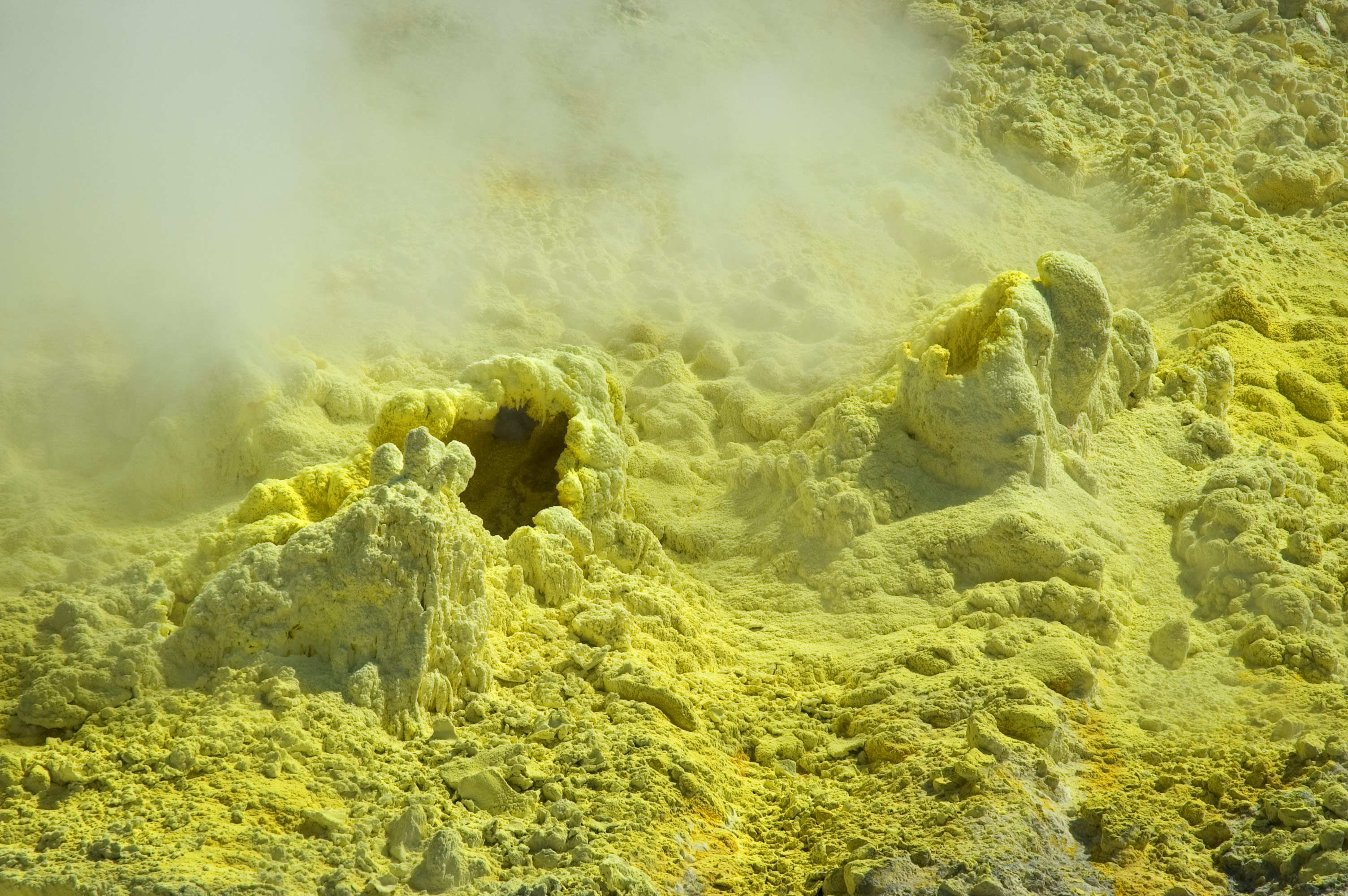
Fumarole siarkowe (White Island, Nowa Zelandia)

Fumarola – rodzaj ekshalacji wulkanicznych towarzyszących czynnym wulkanom. Przez fumarole wydostają się gazy, spośród których najważniejsze to chlorowodór, dwutlenek siarki i para wodna pochodzenia wulkanicznego o temperaturze od 300 do 1000 °C, bogate w różne składniki chemiczne. Występuje najbliżej erupcji.
Fumarole spotyka się m.in. na Antarktydzie, Alasce, Kamczatce, w Parku Yellowstone.
Fumarola to także otwór, z którego wydobywają się te ekshalacje.